# بيلي جيمس (لاعب كرة سلة)
بيلي جيمس (11 فبراير 1950 - ) (بالإنجليزية: Billy James)‏ هو لاعب كرة سلة أمريكي في مركز هجوم خلفي. لعب مع كنتاكي كولونيلز.

## وصلات خارجية
- بيلي جيمس على موقع سبورتس رفرنس (الإنجليزية)
- بيلي جيمس على موقع كلية كرة السلة في سبورتس رفرنس.كوم (الإنجليزية)
- بيلي جيمس على موقع بروبوليرز (الإنجليزية)